# Lista de prêmios e indicações recebidos por Matt Bomer
Está é uma lista de prêmios e indicações recebidos pelo ator norte-americano Matt Bomer. Até o momento a lista consiste em dezesseis prêmios vencidos de vinte e cinco nomeações. Entre alguns prêmios ganhos do ator estão um Globo de Ouro, um Critics' Choice Television Award, três CinEuphoria Awards, três Gold Derby TV e Film Awards, dois Online Film & Televison Association e um People's Choice Awards. Entre outros prêmios estão uma nomeação ao MTV Movie & TV Awards, ao Behind the Voice Actors Awards, ao Dorian Award, ao NewNowNext Awards, ao Primetime Emmy Awards, ao Satellite Awards e ao TV Guide Awards. Bomer e seu marido Simon Halls, receberem homenagens em algumas premiações como o Annual Norma Jean Gala, ao GLSEN Respect Awards, e ao TAG’s Research in Action Awards. Entre outras homenagens que Bomer recebeu sozinho como na premiação Savannah Film Festival e a homenagem que recebeu por sua luta contra o HIV/AIDS na premiação Steve Chase Humanitarian Awards.

## Annual Norma Jean Gala
O The Annual Norma Jean Gala, apresentada pela JAKKS Pacific, beneficia vários programas de Hollygrove destinados a ajudar crianças desatendidas em Los Angeles que testemunharam ou sofreram trauma.
| Ano  | Recipiente             | Categoria                    | Resultado | Ref(s) |
| ---- | ---------------------- | ---------------------------- | --------- | ------ |
| 2017 | Matt Bomer Simon Halls | Ambassador of Children Award | Venceu    | [ 22 ] |

## Behind the Voice Actors Awards
| Ano  | Recipiente        | Categoria                                                                           | Resultado | Ref(s) |
| ---- | ----------------- | ----------------------------------------------------------------------------------- | --------- | ------ |
| 2014 | Superman: Unbound | Best Male Vocal Performance in a TV Special/Direct-to-DVD Title or Theatrical Short | Indicado  | [ 23 ] |

## CinEuphoria Awards
| Ano  | Recipiente       | Categoria                                         | Resultado | Ref(s) |
| ---- | ---------------- | ------------------------------------------------- | --------- | ------ |
| 2015 | The Normal Heart | Best Supporting Actor – International Competition | Venceu    | [ 24 ] |
| 2015 | The Normal Heart | Best Ensemble – International Competition         | Venceu    | [ 24 ] |
| 2015 | The Normal Heart | Best Supporting Actor – Audience Award            | Venceu    | [ 24 ] |

## Critics' Choice Award
O Critics' Choice Movie Awards  é apresentado anualmente desde 1995 pela Broadcast Film Critics Association para realizações notáveis no setor cinematográfico.
| Ano  | Recipiente       | Categoria                                     | Resultado | Ref(s) |
| ---- | ---------------- | --------------------------------------------- | --------- | ------ |
| 2014 | The Normal Heart | Melhor Ator secundário em filme ou minissérie | Venceu    | [ 26 ] |

## Dorian Award
O Dorian Award é uma organização feita pela Gay and Lesbian Entertainment Critics Association (GALECA).
| Ano  | Recipiente       | Categoria                          | Resultado | Ref(s) |
| ---- | ---------------- | ---------------------------------- | --------- | ------ |
| 2015 | The Normal Heart | TV Performance of the Year – Actor | Indicado  | [ 28 ] |

## GLSEN Awards
Gay, Lesbian and Straight Education Network organiza os prêmios GLSEN Respect Awards para homenagear personalidades e organizações consideradas aliadas comprometidas com a comunidade LGBT.
| Ano  | Recipiente             | Categoria         | Resultado | Ref(s) |
| ---- | ---------------------- | ----------------- | --------- | ------ |
| 2012 | Matt Bomer Simon Halls | Inspiration Award | Venceu    | [ 30 ] |

## Gold Derby Awards
O Gold Derby Awards (ou Gold Derby TV e Film Awards) é uma cerimônia anual de premiação que tem como foco principal as realizações na televisão e no cinema.
| Ano  | Recipiente       | Categoria                        | Resultado | Ref(s) |
| ---- | ---------------- | -------------------------------- | --------- | ------ |
| 2003 | Guiding Light    | Younger Actor – Daytime Drama    | Venceu    | [ 32 ] |
| 2012 | Glee             | Best Comedy Guest Actor          | Venceu    | [ 33 ] |
| 2014 | The Normal Heart | Best Movie/Mini Supporting Actor | Venceu    | [ 34 ] |

## Golden Globe Awards
O Golden Globe Awards é um reconhecimento concedido pelos 93 membros da Hollywood Foreign Press Association (HFPA), reconhecendo a excelência em filmes e televisão, nacionais e estrangeiros.
| Ano  | Recipiente       | Categoria                              | Resultado | Ref(s) |
| ---- | ---------------- | -------------------------------------- | --------- | ------ |
| 2015 | The Normal Heart | Melhor Ator Coadjuvante em Televisão   | Venceu    | [ 36 ] |
| 2024 | Fellow Travelers | Melhor Ator em Minissérie ou Telefilme | Indicado  |        |

## MTV Movie & TV Awards
O MTV Movie & TV Awards (antigamente MTV Movie Awards) é uma cerimônia de entrega de prêmios do cinema e da televisão estadunidense transmitida anualmente pela MTV. Fundada em 1992, os vencedores dos prêmios são decididos online pelo público.
| Ano  | Recipiente | Categoria           | Resultado | Ref(s) |
| ---- | ---------- | ------------------- | --------- | ------ |
| 2013 | Magic Mike | Best Musical Moment | Indicado  | [ 38 ] |

## NewNowNext Awards
O NewNowNext Awards é um programa anual de prêmios de entretenimento anual, apresentado pelo canal LGBT Logo TV.
| Ano  | Recipiente   | Categoria        | Resultado | Ref(s) |
| ---- | ------------ | ---------------- | --------- | ------ |
| 2010 | White Collar | Cause You're Hot | Indicado  | [ 40 ] |

## Online Film & Televison Association
O Online Film & Televison Association (OFTA), é uma cerimônia de premiação anual em que o desempenho excepcional no cinema e na televisão é homenageado. A apresentação desses prêmios começou em 1996.
| Ano  | Recipiente       | Categoria                                               | Resultado | Ref(s) |
| ---- | ---------------- | ------------------------------------------------------- | --------- | ------ |
| 2011 | Glee             | Best Guest Actor in a Comedy Series                     | Indicado  | [ 42 ] |
| 2013 | The New Normal   | Best Guest Actor in a Comedy Series                     | Indicado  | [ 43 ] |
| 2014 | The Normal Heart | Best Supporting Actor in a Motion Picture or Miniseries | Venceu    | [ 44 ] |
| 2014 | The Normal Heart | Best Ensemble in a Motion Picture or Miniseries         | Venceu    | [ 44 ] |

## People's Choice Awards
People's Choice Awards é uma premiação que reconhece as pessoas, músicas e séries da cultura popular. Foi criada pelo produtor Bob Stivers e é exibida desde 1975 pela CBS.
| Ano  | Recipiente | Categoria               | Resultado | Ref(s) |
| ---- | ---------- | ----------------------- | --------- | ------ |
| 2015 | Matt Bomer | Favorite Cable TV Actor | Venceu    | [ 46 ] |

## Primetime Emmy Awards
O Primetime Emmy Awards são apresentados anualmente pela Academy of Television Arts & Sciences, também conhecida como Television Academy, para reconhecer e honrar realizações na indústria da televisão.
| Ano  | Recipiente       | Categoria                                          | Resultado | Ref(s) |
| ---- | ---------------- | -------------------------------------------------- | --------- | ------ |
| 2014 | The Normal Heart | Melhor Ator Coadjuvante em Minissérie ou Telefilme | Indicado  | [ 48 ] |

## Satellite Awards
O Satellite Awards são prêmios entregues anualmente pela International Press Academy, e que homenageiam a indústria cinematográfica e televisiva.
| Ano  | Recipiente       | Categoria                                                     | Resultado | Ref(s) |
| ---- | ---------------- | ------------------------------------------------------------- | --------- | ------ |
| 2014 | The Normal Heart | Best Supporting Actor – Series, Miniseries or Television Film | Indicado  | [ 50 ] |

## Savannah Film Festival
| Ano  | Recipiente | Categoria       | Resultado | Ref(s) |
| ---- | ---------- | --------------- | --------- | ------ |
| 2014 | Matt Bomer | Spotlight Award | Venceu    | [ 51 ] |

## Steve Chase Humanitarian Awards
O Steve Chase Humanitarian Awards são entregues pelo Desert AIDs Project.
| Ano  | Recipiente             | Categoria                              | Resultado | Ref(s) |
| ---- | ---------------------- | -------------------------------------- | --------- | ------ |
| 2012 | Fight Against HIV/AIDS | New Generation Arts and Activism Award | Venceu    | [ 52 ] |

## TAG’s Research in Action Awards
O TAG’s Research in Action Awards (RIAA) homenageia ativistas, cientistas, filantropos e artistas criativos que fizeram contribuições extraordinárias para a luta contra a AIDS.
| Ano  | Recipiente             | Categoria  | Resultado | Ref(s) |
| ---- | ---------------------- | ---------- | --------- | ------ |
| 2015 | Matt Bomer Simon Halls | RIAA Award | Venceu    | [ 54 ] |

## TV Guide Awards
| Ano  | Recipiente   | Categoria                     | Resultado | Ref(s) |
| ---- | ------------ | ----------------------------- | --------- | ------ |
| 2014 | White Collar | Favorite Duo (com: Tim DeKay) | Indicado  | [ 55 ] |